# Роберто Асар
Роберто Асар (ісп. Roberto Azar; нар. 21 березня 1966) — колишній аргентинський тенісист.
Найвищу одиночну позицію світового рейтингу — 81 місце досяг 11 червня 1990 року.
Найвищим досягненням на турнірах Великого шолома було 3 коло в одиночному розряді.

## Фінали Гран-прі за кар'єру

### Одиночний розряд: 1 (0–1)
| Результат | W/L | Дата     | Турнір                 | Покриття | Суперник              | Рахунок       |
| --------- | --- | -------- | ---------------------- | -------- | --------------------- | ------------- |
| Поразка   | 0–1 | Сер 1989 | Сан-Марино, Сан-Марино | Ґрунт    | Хосе Франсіско Альтур | 7–6, 4–6, 1–6 |

### Парний розряд: 1 (0–1)
| Результат | W/L | Дата     | Турнір       | Покриття | Партнер          | Суперники                     | Рахунок  |
| --------- | --- | -------- | ------------ | -------- | ---------------- | ----------------------------- | -------- |
| Поразка   | 0–1 | Кві 1987 | Барі, Італія | Ґрунт    | Марсело Інгарамо | Крістер Аллгард Ульф Стенлунд | 3–6, 3–6 |

## Титули на челленджерах

### Одиночний розряд: (1)
| Ранг | Рік  | Турнір                 | Покриття | Суперник            | Рахунок  |
| ---- | ---- | ---------------------- | -------- | ------------------- | -------- |
| 1.   | 1992 | Реджо-Калабрія, Італія | Ґрунт    | Альберто Берасатегі | 6–4, 6–2 |